# Carl Aldenhoven
Carl Aldenhoven (* 25. November 1842 in Rendsburg; † 24. September 1907 in Köln) war ein deutscher Kunsthistoriker und Museumsdirektor in Gotha und Köln.

## Leben und Wirken
Carl Aldenhoven, Sohn eines Lehrers für klassische Sprachen am Rendsburger Gymnasium, studierte Klassische Philologie, Klassische Archäologie und Kunstgeschichte an den Universitäten Jena, Bonn und Kiel. Während seines Studiums in Jena wurde er 1862 Mitglied der Burschenschaft Arminia auf dem Burgkeller. Nach seinem Studium war er seit 1869 als Gymnasiallehrer in Husum und seit 1871 als Lehrer am Gymnasium Ernestinum in Gotha tätig und schied aus gesundheitlichen Gründen aus dem Schuldienst aus. 1873 wurde er Leiter der Herzoglichen Bibliothek in Gotha und wurde 1879 Direktor des neu gegründeten und von Franz von Neumann entworfenen Herzoglichen Museums gegenüber dem Schloss Friedenstein. Hier verwaltete er die Friedensteinschen Kunstsammlungen von Herzog Ernst II. von Sachsen-Coburg-Gotha mit Ausnahme der Bibliothek und des angegliederten Münzkabinetts und unterzog sie einer Neuinventarisierung. Diese behielt bis 1945 ihre Gültigkeit und bedeutete die wichtigste Quelle bei der Dokumentation der nachkriegsbedingten Verluste.
Im Jahr 1890 erhielt Aldenhoven eine Berufung zum Museumsdirektor an das Wallraf-Richartz-Museum in Köln. Sein dortiger Schwerpunkt lag dabei in der Erforschung der Altkölner Malerei. Ferner leitete er von 1890 bis 1907 den Kölnischen Kunstverein. Am 8. Oktober 1897 wurde Aldenhoven zum Professor ernannt.
Darüber hinaus hielt Aldenhoven, mittlerweile zum Hofrat ernannt, von 1902 bis 1907 regelmäßig öffentliche Vorlesungen über Kunstgeschichte an der am 1. Mai 1901 gegründeten Kölner Handelshochschule. Seine dabei gehaltenen Themen lauteten unter anderen: Die Kunst der Renaissance in Italien; Die Kunst nördlich der Alpen; Einführung in die Kunstgeschichte und Ästhetik; Die Malerei des 17. Jahrhunderts; Antike Plastik; Deutsche Kunst sowie Niederländische Malerei.
Später ließ sich Aldenhoven von Johann Baptist Schreiner (1866–1935) eine Gipsbüste anfertigen, die er im November 1907 dem Museum vermachte. Nach seinem Tod wurde eine weitere Büste bei Schreiner in Auftrag gegeben. Aldenhovens Nachfolger als Direktor in Köln wurde Alfred Hagelstange.

## Veröffentlichungen (Auswahl)
- Ludwig Scheibler und Carl Aldenhoven: Geschichte der Kölner Malerschule, (= Publikationen der Gesellschaft für Rheinische Geschichtskunde, Bd. 13), Köln, Bonn, Düsseldorf, 1902. Das Werk wurde 1923 von Karl Schaefer wiederherausgegeben.[5]
- Verzeichnis der Gemälde des städtischen Museums Wallraf-Richartz zu Cöln [1905], Kölner Verlagsanstalt, Köln, 1905
- Gesammelte Aufsätze. Klinkhardt & Biermann, Leipzig 1911.